# Deutsche Stimmen aus Mähren
Deutsche Stimmen aus Mähren byl německý týdeník vycházející v Prostějově mezi léty 1882–1933. 

## Historie
Deutsche Stimmen aus Mähren. Politische Wochenschrift (Německé hlasy z Moravy. Politický týdeník) byly založeny v roce 1882. Vydavatelem byl Deutsch-politischer Verein. V roce 1931 se novým vydavatelem stal Verein Deutsches Haus, Prostějov. Spolu s tím změnily i podnázev na Unabhängige, deutsch-demokratische Zeitung (nezávislé, německo-demokratické noviny). Zanikly v roce 1933.